# ديك ليدمان
ديك ليدمان (بالسويدية: Dick Lidman)‏ هو لاعب كرة قدم سويدي في مركز الهجوم، ولد في 24 يناير 1967 في سكيلفتيا في السويد. شارك مع منتخب السويد لكرة القدم. أما مع النوادي، فقد لعب مع أيك سولنا وسلافيا براغ.

## وصلات خارجية
- ديك ليدمان على موقع الاتحاد الأوربي (الإنجليزية)
- ديك ليدمان على موقع قاعدة بيانات كرة القدم.إي يو (الإنجليزية)
- ديك ليدمان على موقع ناشيونال فوتبول تيمز (الإنجليزية)
- ديك ليدمان على موقع عالم كرة القدم.نت (الإنجليزية)